# Nomentano

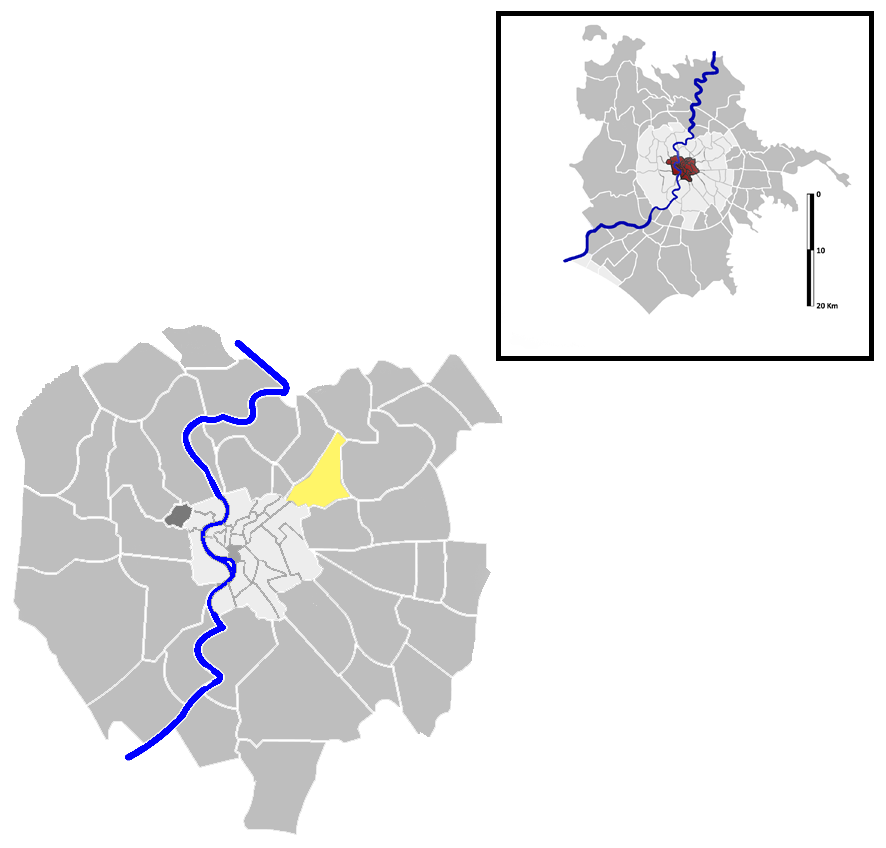
Localisation de Nomentano sur la carte administrative de Rome.

Nomentano est un quartiere (quartier) situé au nord-est de Rome en Italie prenant son nom de la via Nomentana qui le traverse. Il est désigné dans la nomenclature administrative par Q.V et fait partie du Municipio II. Sa population est de 42 876 habitants répartis sur une superficie de 3,261 1 km2.
Il forme également une « zone urbanistique » désigné par le code 3.a, qui compte en 2010 : 41 521 habitants.

## Géographie
La piazza Bologna se situe au centre du quartier.

## Historique
Nomentano fait partie des 15 premiers quartiers créés à Rome en 1911 et officiellement reconnu en 1921.

## Lieux particuliers
- via Nomentana
- Villa Torlonia
- Catacombes de Saint Nicomède
- Église San Giuseppe a via Nomentana
- Église du Corpus Domini de Rome
- Église Sant'Ippolito
- Église Santi Sette Fondatori
- Église Santa Francesca Cabrini
- Notre-Dame du Très Saint Sacrement et Saints martyrs canadiens
- Église Sant'Angela Merici
- Église Sant'Orsola
- Hôpital Umberto I